# 洛可的摩登生活
《洛可的摩登生活》（英語：Rocko's Modern Life）是一部由美国漫画家乔·莫里为尼克国际儿童频道（英語：Nickelodeon）制作的美国动漫情景喜剧。故事围绕澳洲来的小袋鼠 洛可以及他的朋友们，包括贪吃的阉牛赫弗、神经质的海龟菲尔波特，还有洛可忠诚的爱犬勇气，讲述了它们精彩的生活。故事在虚构的城镇——0号小镇中发生。在播出的过程中，本片一直饱受争议，因为其包含了成人笑话，包括隐含猥亵意味的双关语、隐喻，以及讽刺意味的社会评论等。类似的情况也出现在动画片《莱恩和史丁比》中。
1980年代，乔·莫里为一部未出版的系列漫画创造了主角，并设法将这部漫画推销给了尼克国际儿童频道，而后者当时正为筹制原创动画片品牌尼克通招募优秀漫画家。尼克国际儿童频道给予员工巨大的自由创作空间，其目标群体即包括儿童，也包括成人。本片于1993年9月18日初次上映，到1996年10月24日完结为止，一共推出了4季共52集节目。2016年8月，有消息称大电影《洛可的摩登生活：静电吸附》将于2018年于尼克国际儿童频道首映，但具体上映日期尚未确定。
配音演员汤姆·肯尼和卡洛斯·阿拉兹拉奎的职业生涯正是以本片作为起点。
本片停播后，节目组大部分员工加入了《海绵宝宝》节目组，后者的作者正是《洛可》的创意总监史蒂芬·海伦伯格。

## 前言

### 背景
洛可的摩登生活讲述的是一只来自澳大利亚的小袋鼠洛可（由卡洛斯·阿拉兹拉奎配）的故事。它的生活时而平白无奇，时而又充满窘境和挑战。它的好朋友们有：热情的大阉牛赫弗（汤姆·肯尼配），神经质、时常感觉不自在的海龟菲尔波特 （劳伦斯先生配），以及它的忠犬勇气（阿拉兹拉奎配）。洛可的邻居是一对中年夫妇：愚钝且愤世嫉俗的蛤蟆大头艾德 （查理·阿黛勒配），它一直看不起洛可；和它友善的富有同情心的妻子贝弗（阿黛勒配）。
洛可的摩登生活中所有角色都是拟人化的不同动物物种，其大部分都有精神不稳定的问题。莫里在采访中表示，他给笔下各种动物赋予了个性，以此创作出这部讽刺漫画。

### 设定
故事发生于一个虚构的美国平凡小镇——O小镇（英語：O-Town）中。小镇毗邻五大湖，内部有窒息鸡坊（英語：Chokey Chicken，有自慰之意，故后又名耐嚼鸡坊，英文：Chewy Chicken） 其为肯德基的滑稽模仿版本，是洛可、赫弗和菲尔波特最爱去的地方；大型企业O集团（英語：Conglom-O Corporation），其格言为“你是我的”，暗示自己拥有小镇上一切资产；黑剋地狱（英語：Heck），由撒但经营的永恒苦难之地，为“坏人”们死去后所去的场所；霍罗乌（英語：Holl-o-Wood），一个类似好莱坞的片区；以及“漫画多”（英語：Kind of a Lot O' Comics），一家漫画书店，由暴躁的蛤蟆施米底先生经营，主角洛可就在此工作。
本作中很多地名里都有英文字母“O”。比如，O小镇和O集团。当问到为何在作品中“O”时，莫里回答到：
我一直很喜欢“House-O-Paint”和“Ton-O-Noodles”这样的公司，因为他们的名字似乎使所售商品同质化了，其剥夺了产品的个性，强调了产品的数量......众所周知，美国梦就是产量。还有什么公司比O集团更强调产量呢？而且既然镇上大多数人都在O集团工作，那么小镇称为“O小镇”也是情理之中。我也希望这座小镇可以是美国任何一座小镇。我以前很喜欢背上有个大大的0的运动员，我感觉很有趣。

### 引用
- Furniss, Maureen. . Indiana University Press. 1998. ISBN 1-86462-039-0.
- Goldmark, Daniel; Taylor, Yuval. . Chicago: Chicago Review Press. 2002. ISBN 978-1-55652-473-8.
- Neuwirth, Allen. . New York City: Allworth Press. 2003. ISBN 978-1-58115-269-2.